# Марк Лампоний
Марк Лампоний (лат. Marcus Lamponius; умер в 82 году до н. э. или позже) — италийский военный деятель, участник Союзнической войны. Позже поддержал марианскую партию против сулланцев.

## Биография
Марк Лампоний был луканцем. Когда италики восстали против Рима (91—90 годы до н. э.), он стал, по словам Аппиана, одним из «общих предводителей с неограниченной властью над всем союзным войском», то есть одним из 12 преторов Италийского союза. В 90 году до н. э. Марк разгромил при Грументе Публия Лициния Красса, причём последний потерял восемь тысяч человек убитыми. В 89 году до н. э. Авл Габиний, одержавший до этого ряд побед над луканцами, погиб при штурме их лагеря, так что Лампоний до конца войны сохранял контроль над всей Луканией и Бруттием и даже пытался занять Регий, намереваясь оттуда переправиться на Сицилию.
Следующее упоминание о Лампонии относится ко времени гражданской войны в Риме. В ней Лампоний совместно с Понтием Телезином примкнул к марианской партии, преследуя при этом свои цели — отомстить Риму за поражение италиков. По утверждению Флора, Лампоний и Понтий разграбили Этрурию и Кампанию так, как это не делали в своё время даже Пирр и Ганнибал.
Собрав 70-тысячную армию, три италийских вождя (Телезин, Лампоний и Гутта) двинулись на помощь Пренесте, где сулланцы осаждали Гая Мария Младшего, но Сулла занял единственный горный проход на пути, и наступление не удалось (82 год до н. э.). В октябре того же года они предприняли ещё одну попытку прорыва, командуя 40-тысячным войском, но, оказавшись между двумя вражескими полководцами, изменили направление и пошли на Рим совместно с остатками армии Карбона. В сражении у Коллинских ворот антисулланская коалиция потерпела полное поражение. Лампоний бежал с поля боя. О его дальнейшей судьбе источники молчат.